# Лахти
Лахти (на фински: Lahti; на шведски: Lahtis) е град във Финландия.
Той е 7-ият град по население в страната. Намира се на около 100 km северно от столицата Хелзинки в окръг Пяйят Хяме, на езерото Весиярви. До Хелзинки има бързи влакове, които стигат за 48 минути, и крайградска железница, с която се пътува около час.

## История
Първото споменаване на Лахти е от 1443 година. Обявен е за град през 1905 г.
Градът се разраства бързо през 20 век поради пускането на железопътна линия между Хелзинки и Санкт Петербург през 1870 г. и заселването на бежанци от Зимната война през 1940 г.
От 1923 г. в града се провеждат известните Ски игри на Лахти, при които ски бягането и ски скоковете са основни състезания.
През октомври 2006 г. в Лахти се срещат ръководителите на страните от Европейския съюз, за да разговарят за енергийната сигурност и подобряването на иновационната сила на Съюза.
Данните за населението са към 31 декември на съответната година:
| 1906 – 1955 - 1906: 2.779 - 1910: 5.996 - 1925: 8.315 - 1940: 24.757 - 1945: 33.725 - 1950: 43.571 - 1955: 48.112 | 1960 – 1987 - 1960: 65.210 - 1965: 79.829 - 1970: 88.393 - 1975: 94.862 - 1980: 94.767 - 1985: 94.447 - 1987: 93.671 | 1990 – 2003 - 1990: 93.151 - 1997: 95.854 - 1999: 96.666 - 2000: 96.921 - 2001: 97.543 - 2002: 97.968 - 2003: 98.253 | 2004 – 2009 - 2004: 98.281 - 2005: 98.413 - 2006: 98.766 - 2007: 99.308 - 2008: 100.080 - 2009: 100.854 |

## Забележителности
Симфоничният оркестър на Лахти с диригент Осмо Вянскя (Osmo Vänskä) е сред най-добрите оркестри на скандинавските страни.
Сред забележителностите са и „пазарният площад“, в центъра на града и построената от Алвар Аалто „Църква на кръста“. В западната част на града има спортен комплекс, в който се намират три големи шанци за ски скокове. В спортния музей до шанците има симулатор, с който посетителите могат да симулират скок от шанца.

## Икономика
Лахти е важен индустриален център за мебелната, текстилната и стъклената промишленост. Там се намира предприятието „Хартуол“ (Hartwall) – сред най-големите производители на бира и напитки във Финландия.

## Спорт
Градът е важен център на ските северни дисциплини. Тук са проведени седем световни първенства по ски северни дисциплини – през 1926, 1938, 1958, 1978, 1989, 2001 и 2017.
Местният отбор по хокей на лед Пеликанс (Pelicans) играе в най-горния ешелон на първенството. Футболният отбор се казва ФК Лахти. Провеждат се състезания по Северна комбинация, ски бягане и ски скокове.

## Известни личности
Родени в Лахти
- Яне Ахонен (р. 1977), ски скачач
- Валтери Ботас (р. 1989), автомобилен състезател
- Казимир Ернрот (1833 – 1913), офицер и политик
- Яри Литманен (р. 1971), футболист
- Петри Пасанен (р. 1980), футболист